# Procissão do Santo Sangue

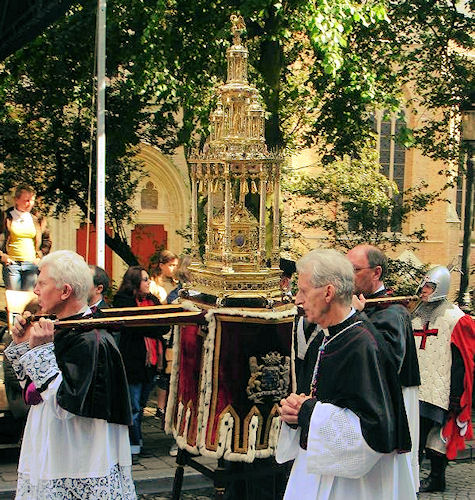
Procissão do Sangue Sagrado em Bruges

A Processão do Santo Sangue é uma conhecida procissão religiosa anualmente realizada durante o dia da Ascensão na cidade belga de Bruges e cujas origens remontam à Idade Média.
A peça central da festividade é o Sangue de Cristo, uma relíquia de sangue coagulado que, de acordo com a tradição popular, se tornaria fluida a cada ano, nesse dia. Entre sessenta e cem mil espectadores assistem a procissão, além dos desfiles de encenações históricas e de passagens da Bíblia. Coros, grupos de danças, animais, apresentações equestres e pequenas peças teatrais se apresentam durante algumas horas.
O espetáculo é composto por mais de 3.000 pessoas, e é também conhecido como Brugges Schoonste Dag (O dia mais bonito de Bruges). Embora largamente secularizado, o evento retém certo aspecto espiritual, na medida em a localidade é o destino de vários peregrinos, vindos dos mais diversos lugares. O translado do Santo Sangue representa o clímax da festividade, e, quando de sua passagem, a multidão silencia em reverência.
O evento foi nominado Obra-prima do Patrimônio Oral e Imaterial da Humanidade pela UNESCO.

## Galeria

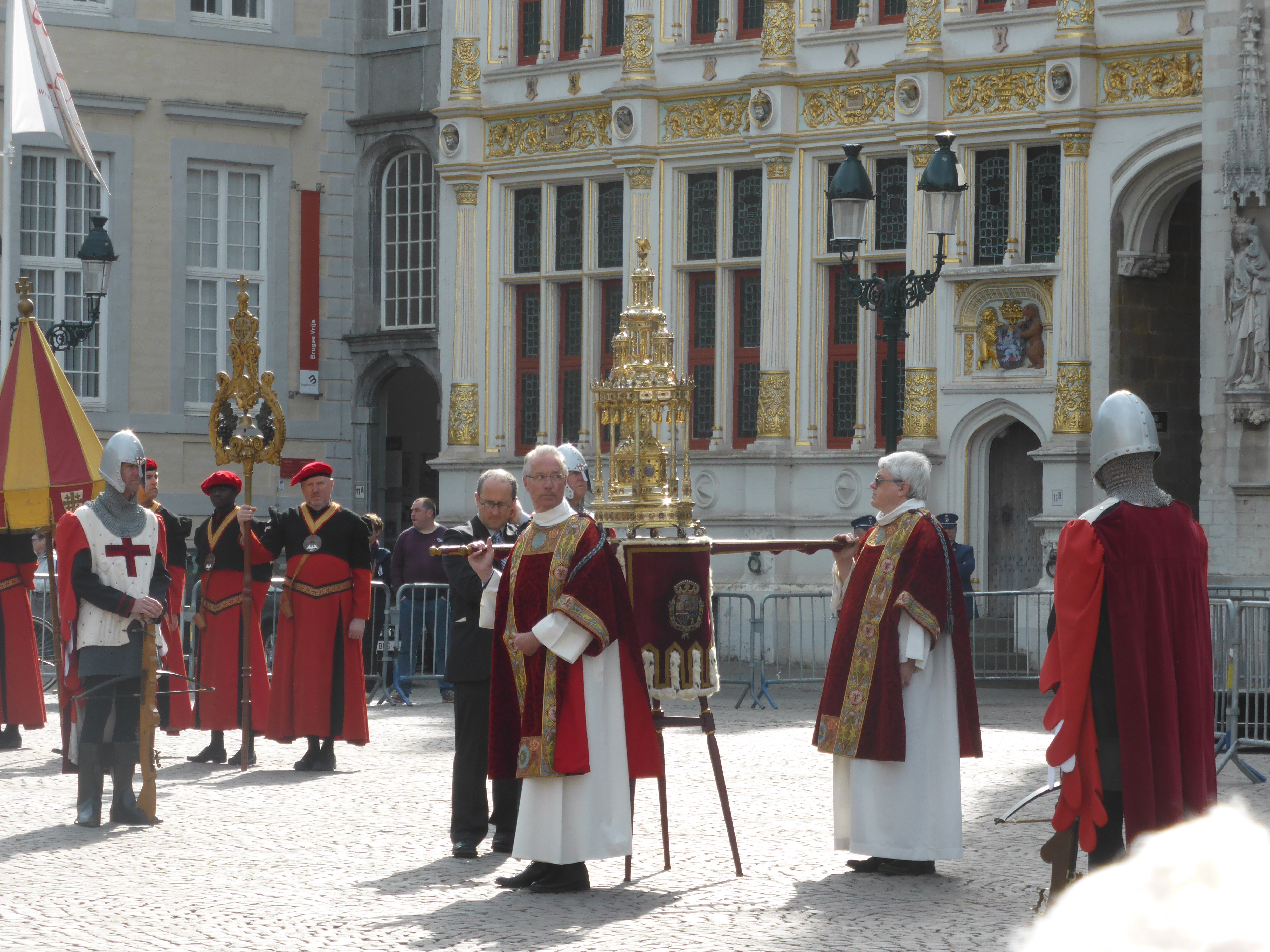
Início da procissão do Sangue Sagrado em frente à basílica.
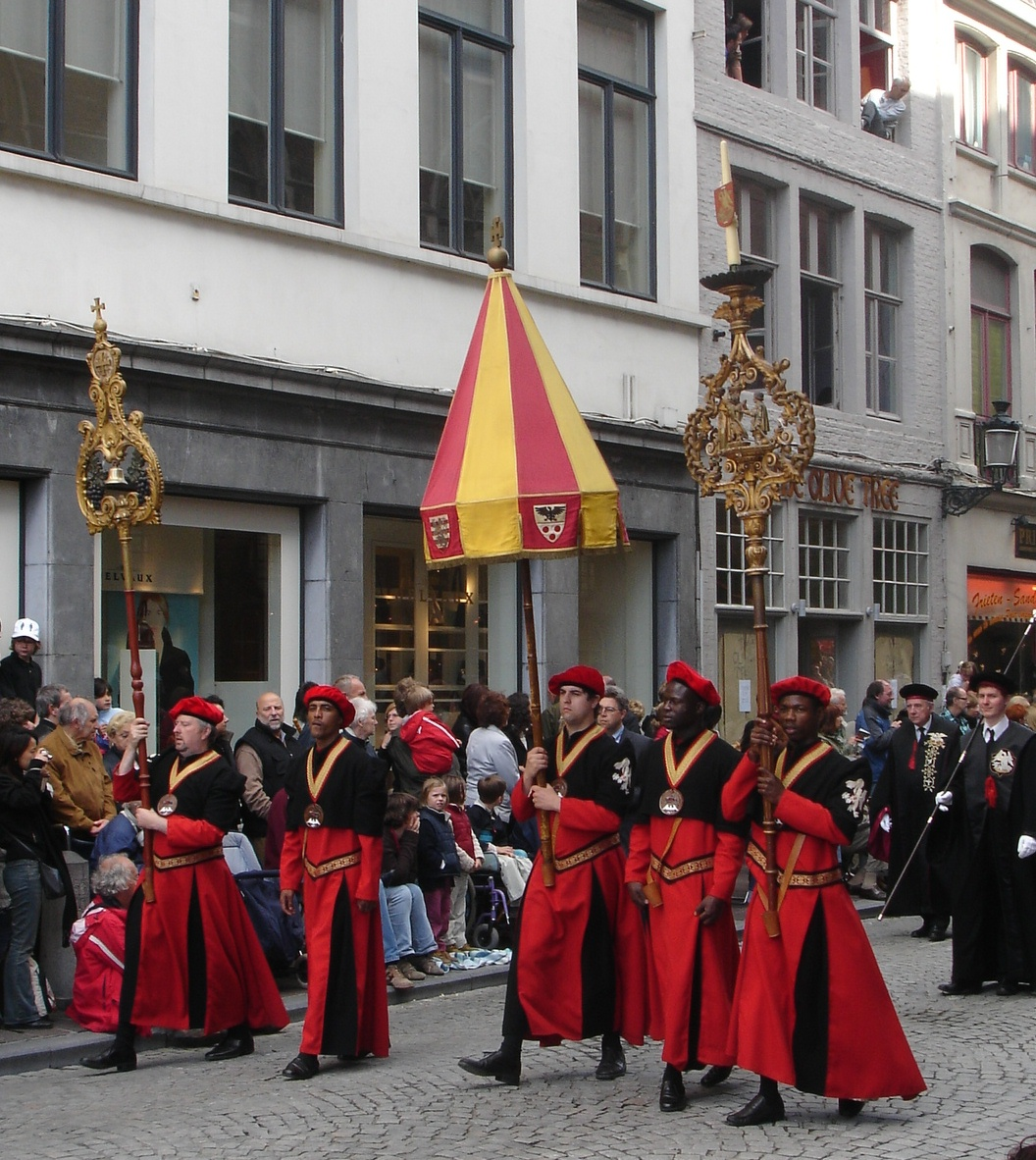
O conopeum, levado solenemente durante a procissão.
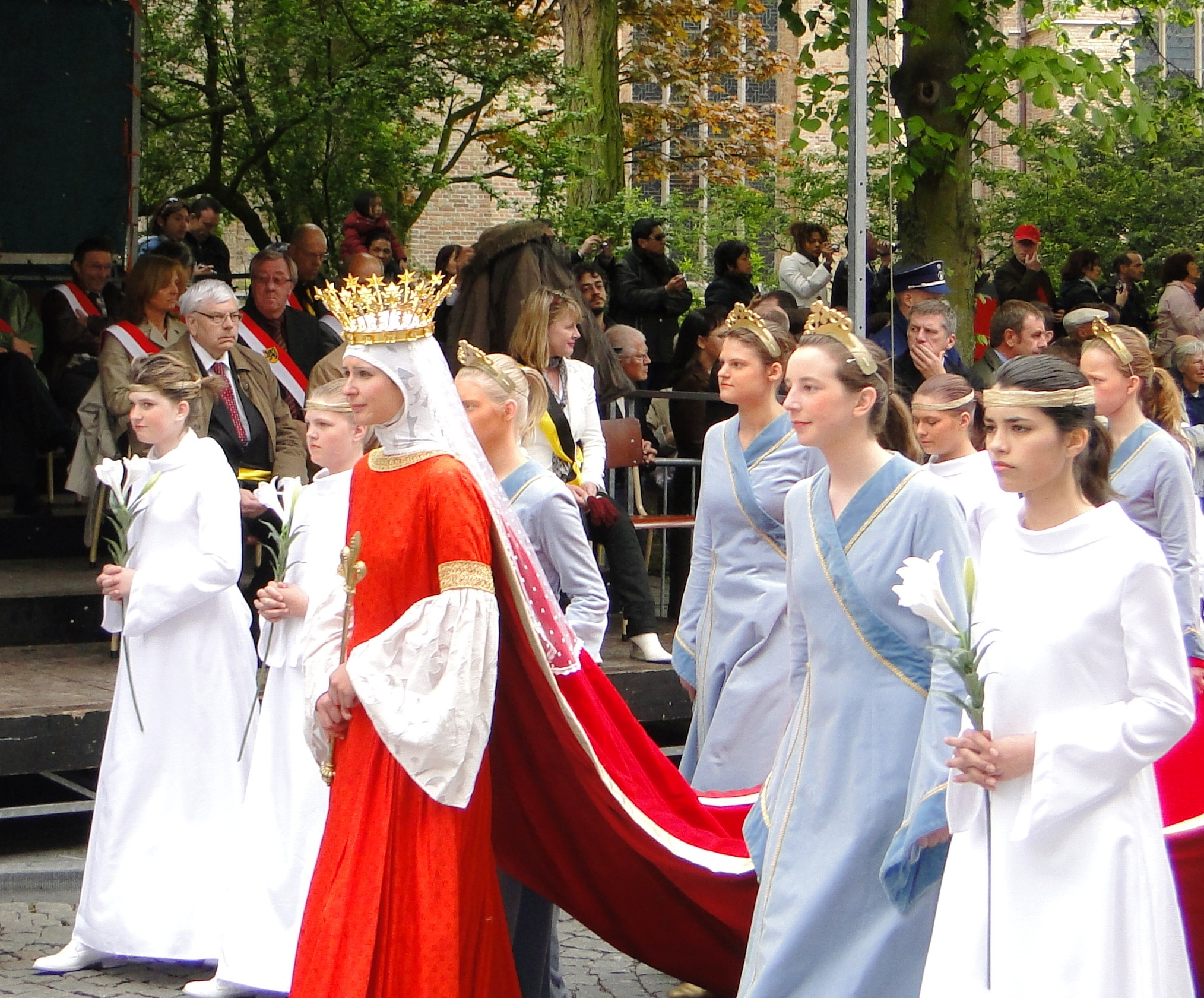
Representação da Virgem Maria durante a procissão, maio de 2010.
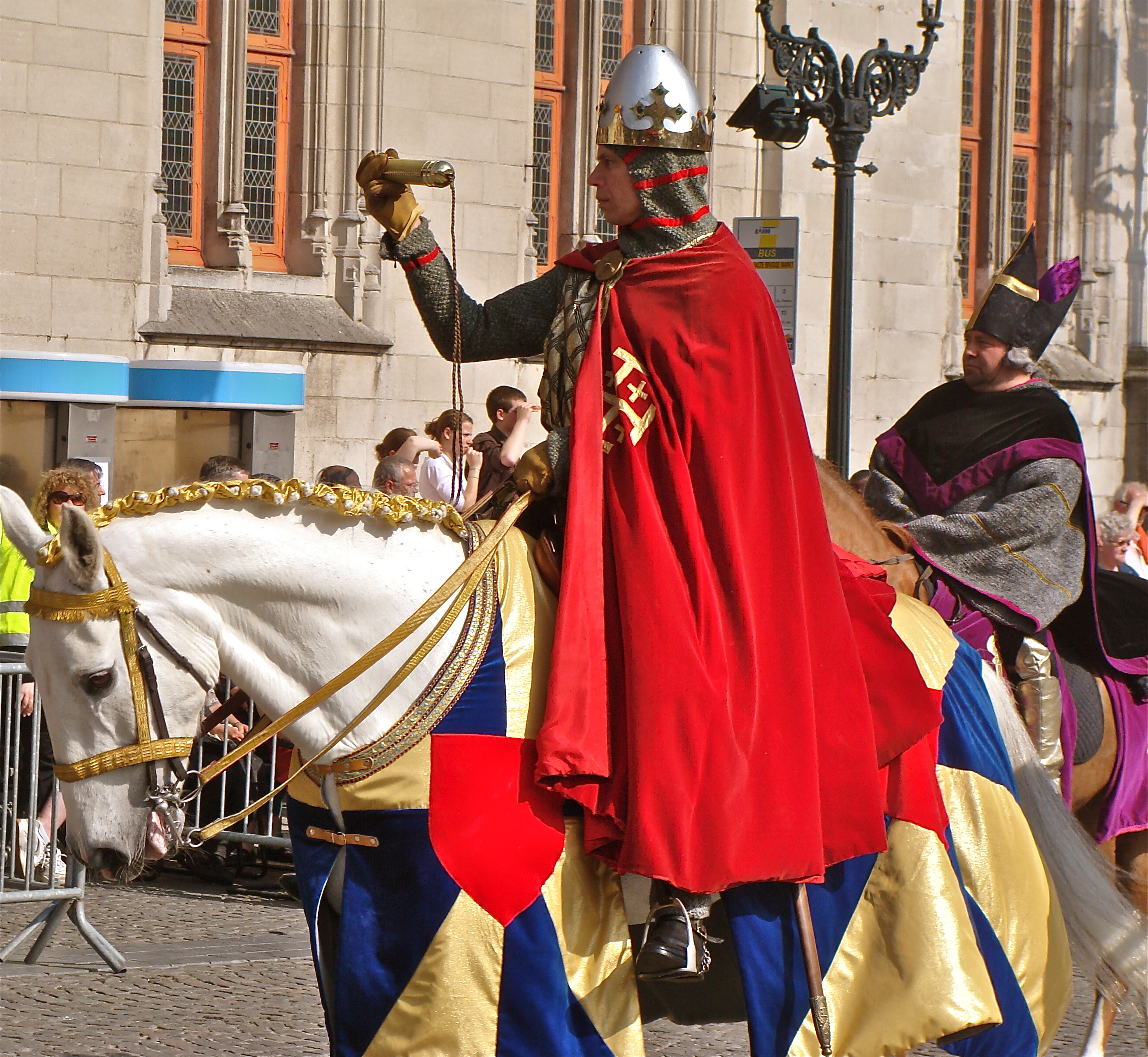
A história da relíquia é performada para milhares de pessoas.
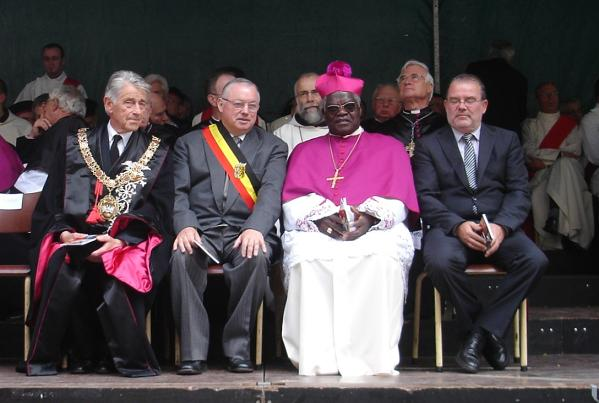
Laurent Monsengwo Pasinya no estande de exibição oficial.
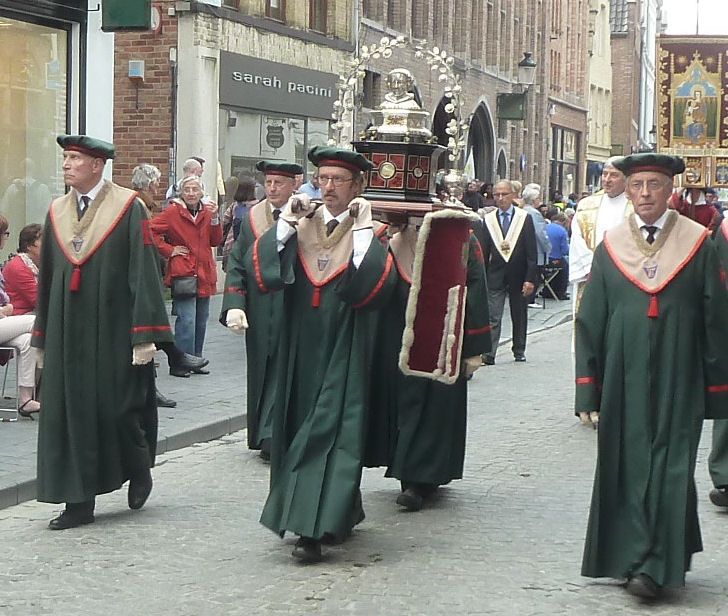
Outras relíquias são carregadas na procissão.
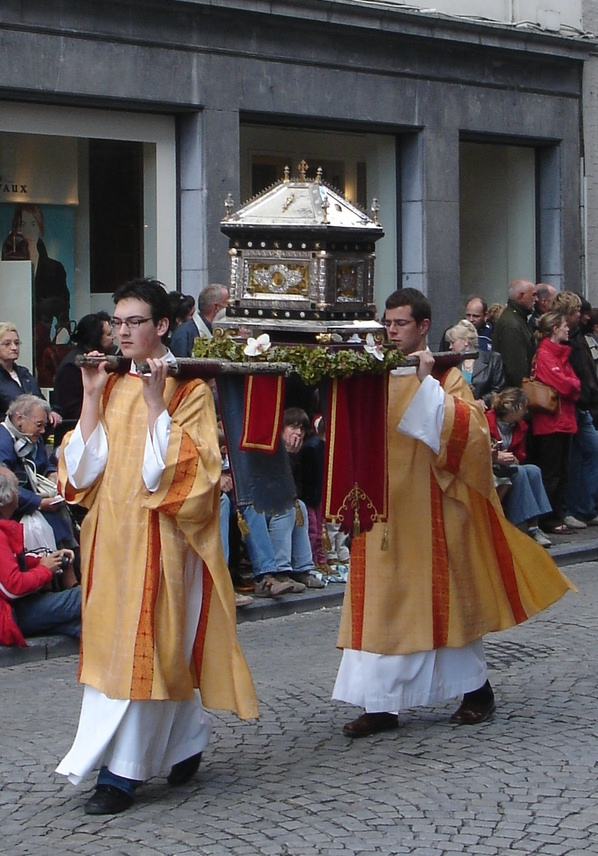
São Donato de Reims, padroeiro da diocese.